# 吉田豊彦
吉田 豊彦（よしだ とよひこ、1966年9月4日 - ）は、大分県出身の元プロ野球選手（投手）・コーチ・監督。左投左打。

## 経歴

### プロ入り前
小学3年時に野球を始める。大分県立国東高等学校に進学し、高校1年秋からエース。2年生時には1983年夏の甲子園大分大会決勝に進出するが、中津工に延長11回2-4で敗退し、甲子園行きはならなかった。当時の監督は、内川聖一の父である内川一寛。1学年下には吉田と同じサウスポーの弓長起浩がいる。卒業後は本田技研熊本に進む。1987年の都市対抗にニコニコドーの補強選手として出場。
同年のドラフト会議で立浪和義を外した南海ホークスにドラフト1位で指名され、契約金5500万円、年俸600万円（いずれも推定）で入団（ただし、スポーツニッポンの選手名鑑においては、契約金の項目が2800万円と記されている）。契約金で実家の牛を買った。ドラフト1位指名であったものの、球団からは「1位で指名したが、君の評価は3位。だからウチは3位としての契約金や年俸しか払えない。それでもよかったらウチに来てくれ」と言われたという。プロ入りが夢だった吉田はこれを受け入れたが、身売り前の南海球団は財政難だったため、契約金・年俸共に分割払いとなった。

### 南海・ダイエー時代
1988年は速球とチェンジアップを武器に、ルーキーながら一軍に定着し、主にリリーフとして登板し、防御率4点台と安定感を欠いたものの43試合に登板し、チームに貢献した。
1989年（2年目）は先発ローテーション入りし、初の2桁となる10勝を記録した。
1990年は田淵幸一が監督に就任したが、この年は5勝10敗・防御率5.01と成績を落とした。
1991年も4勝6敗・防御率4.17と成績を落とした。
1992年は2度目の2桁勝利（11勝）で、初のオールスターゲームに出場した。3完封は前年の初完封の相手でもある日本ハムファイターズから全て挙げた。
1993年からは根本陸夫監督の下福岡ドーム元年となったが同年は7勝14敗・防御率4.62の成績で終わった。
1994年は開幕投手を務め、4月には4勝3完投1完封で月間MVP受賞、2度目のオールスターゲーム出場を果たした。同年はオールスター前に2桁勝利リーグ一番乗りをし、8月5日時点でハーラートップの11勝(5敗)を挙げチームは1位西武とゲーム差1の2位となり自身も最多勝のタイトルの可能性があったものの、ここから吉田は1勝6敗と大きく負け越しチームも吉田の不調をカバーするのがやっとの5割前後の勝率しかできず4位に終わる。自身は自己最多12勝を挙げたが11敗と貯金がわずか1に終わった。またシーズン終了後、同期入団で3歳下の吉永幸一郎と共に最優秀バッテリー賞を受賞した。
1995年は新監督に王貞治が就任した。同年はチーム二位の8勝（8敗）の成績を残した。
1996年は不振に陥り、18試合の登板で1勝3敗・防御率5.41でシーズンを終えた。5月9日の「生卵事件」が起きた日の試合は先発投手だった。
1997年は先発での登板は3試合の登板に終わり、中継ぎで投げることが多かった。最終的に27試合に登板したものの防御率6.14と安定感を欠いた。オフにはFA権の行使を示唆するも、王監督らの慰留があり、行使せずに残留した。
1998年は入団以来の背番号11をエースナンバー18に変更し心機一転を図るが、開幕から一軍での登板はなくシーズン途中に金銭トレードで阪神タイガースに移籍した。この期間の吉田の様子を追った番組「にんげんドキュメント"二軍"」（NHK制作）が放送され話題となった。番組では、吉田が雁ノ巣球場で若手選手と共に汗を流す様子や、当時の二軍監督だった石毛宏典が二軍選手達を集めて吉田のトレードが決定したことを伝え、「野球選手である以上トレードはある意味で宿命である」と訓示を述べるシーンが登場した。

### 阪神時代
監督の吉田義男、投手コーチの小山正明の下で、制球難を克服するために投球フォームをスリークォーターに改造した。移籍直後の1998年は当初は先発として期待されたが結果が残せず、チームのリリーフ左腕不足もあり主に中継ぎとして44試合に登板したが防御率5.19と安定感を欠いた。
1999年は野村克也が監督に就任し、先発で14試合に登板した。5月15日対中日戦では、9回二死無走者2ストライク（2ボール）まで0点に抑えて5年ぶりの完封まで“あと1球”だったが、その後四球・四球・安打で完封はならず、後を継いだベン・リベラも打たれて勝利投手を逃し、野村に「何年ぶりかの完封というから・・・。もう温情はかけん」と言われた。同年の最終的な登板数は23試合だったが2勝8敗とこの年も成績を残せなかった。
2000年は再び中継ぎとなったが安定感を欠き、24試合しか登板できなかった。
2001年はわずか8試合の登板にとどまり、オフに戦力外通告を受けた。結局、阪神時代の4年間はわずか7勝しか挙げられなかった。オフに大阪近鉄バファローズのテストを受けて近鉄に入団。

### 近鉄時代
2002年は中継ぎの敗戦処理での起用が多かったものの徐々に監督の梨田昌孝からの信頼を得るようになりシーズン終盤では試合の勝敗を左右する場面を任されるまでに至った。42試合に登板して防御率2.10を記録した。またこの年近鉄は2位となり自身初めてのAクラス入りを経験した。
2003年は自身3度目となるオールスターゲームにも出場した。第1戦の9回に登板したが、読売ジャイアンツの高橋由伸に同点本塁打を打たれ勝利に導けなかった。シーズンでは前年まで抑えを務めた大塚晶文が中日ドラゴンズに移籍したこともあり抑え投手不在となったことから15年ぶりのセーブを記録するなど自己最多の60試合に登板して2年連続で防御率2点台を記録し、セットアッパー並びにストッパーとして好成績を収めた。
2004年8月22日の対北海道日本ハムファイターズ戦で500試合登板、同月25日の対西武ライオンズ戦では1500投球回数、9月22日のオリックス戦では1000奪三振、と節目の記録を続々と達成した年となった。なお、9月22日の対オリックス・ブルーウェーブ戦では早川大輔から三振を奪ってゲームを締めてセーブ投手となったが、これは近鉄球団最後のセーブとなった。シーズン通しては過去2年間の蓄積疲労からかやや打ち込まれる場面が目立ち負け数が6を記録し、防御率こそ4点台に悪化したが左のリリーフとして56試合に登板した。その後、11月に行われた球団合併に伴う分配ドラフトで新規球団の東北楽天ゴールデンイーグルスに移籍する。

### 楽天時代
2005年は初代監督田尾安志の下でプレー。この年の楽天は実績はあるものの他球団を戦力外となった選手や無償トレードで入団した選手などが多く、峠を越えたベテラン選手が多かった。それらの選手が結果を残せず二軍に降格する選手も多く、チームも100敗ペースで負け続けるなど選手層の薄さが露呈していた。吉田もベテランとなったが主にセットアッパーとしてチーム最多の50試合に登板し、衰えを感じさせない投球を見せて防御率3.40を記録した。
2006年は阪神を戦力外となった時の監督でもある野村克也が監督に就任し、同一チームになった。野村が茶髪、長髪、ヒゲ禁止令を出したため、トレードマークであったヒゲを剃り落とした。9月5日の対オリックス17回戦で600試合登板を達成した。同年も前年に多くのベテラン選手を解雇したとはいえ、駒不足の解消には至らなかったが層の薄い投手陣の中で41試合に登板、防御率3.19と安定感ある成績を収めたが、中でも31イニング投げ被本塁打0の好成績だった。
2007年は開幕一軍入りしたが怪我の影響もあってか打ち込まれ、開幕から20日ほどで二軍落ちした。その後も一軍に復帰しては再度降格を繰り返した。吉田と同じ左腕の有銘兼久、渡邉恒樹など若手の台頭もあり、出番は少なかったが、安定感ある投球が戻りつつあった。しかし、9月30日に現役引退を表明。
引退試合は10月4日の千葉ロッテマリーンズ23回戦（フルキャストスタジアム宮城）の9回からリリーフ登板、先頭打者の竹原直隆にセンター前ヒットを打たれるも、今江敏晃から3球三振を奪い、20年に及ぶ選手生活を終えた。この試合では野村克也に直訴し、かつてのトレードマークであったヒゲを復活させて登場した。引退セレモニーでは関川浩一の後に引退挨拶をした。セレモニーでは大粒の雨の中、「まだまだ投げたい!!」と叫んだ。
吉田は南海の一軍でプレーした最後の現役選手で、その後の移籍などの結果、南海→ダイエーへの身売り、近鉄球団消滅、楽天球団創設を全て経験した唯一の選手となった。この年の対読売ジャイアンツ戦（6月9日、東京ドーム）では8回裏に吉田がリリーフ登板すると、代打大道がコールされ、元南海選手同士の最後の対決が実現した。結果は大道のライト前ヒットだった。

### 引退後
2007年の秋季キャンプからは楽天二軍投手コーチに転身し、11月2日に就任会見を行った。なお11月30日に自由契約公示された。2009年より同二軍育成コーチ（投手担当）に就任し2011年まで務めた。
2011年12月、2012年度より四国アイランドリーグplus・高知ファイティングドッグスの投手コーチに就任することが決まった。
2019年10月1日、駒田徳広の後任として、2020年シーズンより監督に就任することが発表された。2020年のNPBドラフト会議では石井大智が阪神から8順目で指名された。2021年は、9月に12年ぶりとなる後期優勝を達成。年間総合優勝をかけた、前期優勝の香川オリーブガイナーズとのリーグチャンピオンシップには0勝2敗で敗退した。2021年のNPBドラフト会議では、宮森智志が東北楽天ゴールデンイーグルスから育成選手枠1巡目で指名を受けた。2022年前期も優勝を達成、後期優勝の徳島インディゴソックスと対戦したリーグチャンピオンシップを2勝0敗で制し、高知に13年ぶりのリーグ年間総合優勝をもたらした。シーズン終了後にリーグから「年間最優秀監督」の表彰を受けた。2023年のシーズン終了後、同年シーズンの契約期間満了をもって監督を退任することが発表された。藤井皓哉、石井、宮森を育成した。2024年からは楽天の副寮長兼ファームスタッフに就任。

## 人物
新聞や雑誌等でも選手名を「吉田豊」と表記されることが多く、ファンだけでなく、首脳陣や選手からも「よしだゆたか」と間違えて呼ばれることがよくあったと言う。逆に、中央競馬で吉田豊と言う騎手がいたことから、「俺、実は週末は騎手やってるんよ、騎手の欄に吉田豊と書いているやろ」と冗談で話すこともあったと言う。
楽天の本拠地・フルキャストスタジアム宮城では「鉄腕」と場内放送されていた。
南海ホークスで新人王を獲得した宅和本司は、遠戚に当たるという（吉田の父方の祖母が、宅和の父ときょうだい）。

## 詳細情報

### 年度別投手成績
| 年 度      | 球 団         | 登 板 | 先 発 | 完 投 | 完 封 | 無 四 球 | 勝 利 | 敗 戦 | セ 丨 ブ | ホ 丨 ル ド | 勝 率 | 打 者 | 投 球 回 | 被 安 打 | 被 本 塁 打 | 与 四 球 | 敬 遠 | 与 死 球 | 奪 三 振 | 暴 投 | ボ 丨 ク | 失 点 | 自 責 点 | 防 御 率 | W H I P |
| ---------- | ------------- | ----- | ----- | ----- | ----- | -------- | ----- | ----- | -------- | ----------- | ----- | ----- | -------- | -------- | ----------- | -------- | ----- | -------- | -------- | ----- | -------- | ----- | -------- | -------- | ------- |
| 1988       | 南海 ダイエー | 43    | 4     | 1     | 0     | 0        | 4     | 4     | 3        | --          | .500  | 379   | 87.2     | 82       | 17          | 45       | 4     | 0        | 64       | 4     | 0        | 53    | 43       | 4.41     | 1.45    |
| 1989       | 南海 ダイエー | 26    | 24    | 6     | 0     | 0        | 10    | 8     | 0        | --          | .556  | 664   | 149.0    | 172      | 27          | 59       | 7     | 3        | 88       | 4     | 0        | 95    | 88       | 5.32     | 1.55    |
| 1990       | 南海 ダイエー | 18    | 16    | 9     | 0     | 0        | 5     | 10    | 0        | --          | .333  | 481   | 111.1    | 109      | 15          | 50       | 5     | 1        | 96       | 4     | 0        | 67    | 62       | 5.01     | 1.43    |
| 1991       | 南海 ダイエー | 20    | 14    | 2     | 1     | 1        | 4     | 6     | 0        | --          | .400  | 405   | 95.0     | 105      | 17          | 27       | 0     | 1        | 36       | 2     | 0        | 48    | 44       | 4.17     | 1.39    |
| 1992       | 南海 ダイエー | 23    | 23    | 11    | 3     | 0        | 11    | 9     | 0        | --          | .550  | 702   | 165.2    | 159      | 23          | 53       | 1     | 7        | 81       | 3     | 2        | 70    | 67       | 3.64     | 1.28    |
| 1993       | 南海 ダイエー | 24    | 24    | 6     | 0     | 1        | 7     | 14    | 0        | --          | .333  | 678   | 157.2    | 149      | 18          | 60       | 1     | 11       | 103      | 2     | 0        | 88    | 81       | 4.62     | 1.33    |
| 1994       | 南海 ダイエー | 30    | 29    | 11    | 1     | 0        | 12    | 11    | 0        | --          | .522  | 841   | 190.2    | 197      | 15          | 82       | 0     | 3        | 129      | 9     | 0        | 94    | 80       | 3.78     | 1.46    |
| 1995       | 南海 ダイエー | 26    | 24    | 3     | 0     | 0        | 8     | 8     | 0        | --          | .500  | 704   | 160.1    | 155      | 17          | 73       | 0     | 9        | 99       | 2     | 1        | 77    | 74       | 4.15     | 1.42    |
| 1996       | 南海 ダイエー | 18    | 6     | 0     | 0     | 0        | 1     | 3     | 0        | --          | .250  | 185   | 41.1     | 47       | 6           | 17       | 0     | 2        | 28       | 1     | 0        | 25    | 23       | 5.01     | 1.55    |
| 1997       | 南海 ダイエー | 27    | 3     | 0     | 0     | 0        | 1     | 2     | 0        | --          | .333  | 202   | 44.0     | 53       | 6           | 20       | 0     | 2        | 27       | 6     | 0        | 30    | 30       | 6.14     | 1.66    |
| 1998       | 阪神          | 44    | 2     | 0     | 0     | 0        | 4     | 3     | 0        | --          | .571  | 238   | 52.0     | 50       | 4           | 27       | 4     | 6        | 41       | 0     | 0        | 34    | 30       | 5.19     | 1.48    |
| 1999       | 阪神          | 23    | 14    | 0     | 0     | 0        | 2     | 8     | 0        | --          | .200  | 371   | 81.1     | 85       | 10          | 43       | 7     | 8        | 49       | 4     | 2        | 46    | 44       | 4.87     | 1.57    |
| 2000       | 阪神          | 24    | 1     | 0     | 0     | 0        | 1     | 3     | 0        | --          | .250  | 127   | 27.1     | 34       | 4           | 12       | 0     | 2        | 24       | 0     | 0        | 18    | 17       | 5.60     | 1.68    |
| 2001       | 阪神          | 8     | 0     | 0     | 0     | 0        | 0     | 0     | 0        | --          | ----  | 40    | 8.1      | 11       | 0           | 4        | 0     | 1        | 5        | 1     | 0        | 9     | 9        | 9.72     | 1.80    |
| 2002       | 近鉄          | 42    | 0     | 0     | 0     | 0        | 2     | 1     | 0        | --          | .667  | 124   | 30.0     | 26       | 3           | 9        | 1     | 3        | 21       | 0     | 0        | 7     | 7        | 2.10     | 1.17    |
| 2003       | 近鉄          | 60    | 0     | 0     | 0     | 0        | 3     | 3     | 8        | --          | .500  | 247   | 58.0     | 48       | 3           | 25       | 6     | 1        | 66       | 1     | 1        | 16    | 15       | 2.33     | 1.26    |
| 2004       | 近鉄          | 56    | 0     | 0     | 0     | 0        | 3     | 6     | 4        | --          | .333  | 200   | 47.2     | 47       | 8           | 14       | 2     | 2        | 43       | 0     | 0        | 24    | 22       | 4.15     | 1.28    |
| 2005       | 楽天          | 50    | 0     | 0     | 0     | 0        | 2     | 2     | 1        | 12          | .500  | 201   | 47.2     | 48       | 2           | 7        | 2     | 5        | 43       | 3     | 0        | 22    | 18       | 3.40     | 1.15    |
| 2006       | 楽天          | 41    | 0     | 0     | 0     | 0        | 1     | 1     | 1        | 10          | .500  | 137   | 31.0     | 32       | 0           | 10       | 1     | 4        | 24       | 1     | 0        | 11    | 11       | 3.19     | 1.35    |
| 2007       | 楽天          | 16    | 0     | 0     | 0     | 0        | 0     | 0     | 0        | 1           | ----  | 55    | 10.0     | 22       | 2           | 3        | 0     | 0        | 8        | 0     | 0        | 11    | 11       | 9.90     | 2.50    |
| 通算：20年 | 通算：20年    | 619   | 184   | 49    | 5     | 2        | 81    | 102   | 17       | 23          | .443  | 6981  | 1596.0   | 1631     | 197         | 640      | 41    | 71       | 1075     | 47    | 6        | 845   | 776      | 4.38     | 1.42    |

- 各年度の太字はリーグ最高
- 南海（南海ホークス）は、1989年にダイエー（福岡ダイエーホークス）に球団名を変更

### 表彰
- 月間MVP：1回（投手部門：1994年4月）
- 最優秀バッテリー賞：1回（1994年 捕手：吉永幸一郎）

### 記録
初記録
- 初登板：1988年4月10日、対西武ライオンズ2回戦（西武ライオンズ球場）、3回裏に2番手で救援登板、2回5失点（自責点0）
- 初奪三振：同上、3回裏に辻発彦から
- 初先発登板・初勝利・初先発勝利：1988年4月30日、対西武ライオンズ3回戦（大阪球場）、5回0/3を2失点
- 初セーブ：1988年5月22日、対近鉄バファローズ7回戦（秋田市営八橋球場）、8回裏に2番手で救援登板・完了、2回1失点
- 初完投勝利：1988年9月1日、対ロッテオリオンズ21回戦（川崎球場）、9回4失点
- 初完封勝利：1991年8月21日、対日本ハムファイターズ22回戦（山形県野球場）
- 初ホールド：2005年4月30日、対西武ライオンズ7回戦（フルキャストスタジアム宮城）、10回表に4番手で救援登板、1回無失点

節目の記録
- 1000投球回：1995年6月6日、対千葉ロッテマリーンズ10回戦（宮城球場） ※史上260人目
- 500試合登板：2004年8月22日、対北海道日本ハムファイターズ24回戦（大阪ドーム）、7回表に5番手で救援登板、1回無失点 ※史上74人目
- 1500投球回：2004年8月25日、対西武ライオンズ25回戦（西武ドーム）、7回裏三死目に柴田博之を左飛で達成 ※史上154人目
- 1000奪三振：2004年9月22日、対オリックス・ブルーウェーブ25回戦（大阪ドーム）、9回表に早川大輔から ※史上113人目
- 600試合登板：2006年9月5日、対オリックス・バファローズ17回戦（フルキャストスタジアム宮城）、9回表に救援登板、2/3回無失点 ※史上32人目

その他の記録
- オールスターゲーム出場：3回（1992年、1994年、2003年） ※1990年も選出されるも出場辞退[21]

### 背番号
- 11（1988年 - 1997年）
- 18（1998年）
- 91（1998年途中 - 2001年）
- 49（2002年 - 2007年）
- 82（2008年 - 2011年）
- 84（2012年 - 2023年）